# Луїджі Аллеманді
Луїджі Аллеманді (італ. Luigi Allemandi, * 8 листопада 1903, Сан-Дам'яно-Макра — † 25 вересня 1978, П'єтра-Лігуре) — колишній італійський футболіст, захисник. По завершенні ігрової кар'єри — футбольний тренер.
Як гравець насамперед відомий виступами за клуб «Амброзіана», а також національну збірну Італії.
Дворазовий чемпіон Італії. У складі збірної — чемпіон світу.

## Клубна кар'єра
У дорослому футболі дебютував 1921 року виступами за команду клубу «Леньяно», в якій провів чотири сезони, взявши участь у 85 матчах чемпіонату.
Згодом з 1925 по 1927 рік грав за команду «Ювентуса», у складі якого виборов титул чемпіона Італії.
Своєю грою за туринську команду привернув увагу представників тренерського штабу клубу «Інтернаціонале», до складу якого приєднався 1927 року. Відіграв за міланську команду наступні сім сезонів своєї ігрової кар'єри, протягом яких команда змінювала назву спочатку на «Амброзіана», а згодом на «Амброзіана-Інтер». Був основним гравцем захисту команди, у її складі ще одного разу ставав чемпіоном країни.
Протягом 1935—1938 років захищав кольори клубів «Рома» та «Венеція».
Завершив професійну ігрову кар'єру у клубі «Лаціо», за команду якого виступав протягом 1938—1939 років.

## Виступи за збірну
1925 року дебютував в офіційних матчах у складі національної збірної Італії. Протягом кар'єри у національній команді, яка тривала 12 років, провів у формі головної команди країни лише 24 матчі. У складі збірної був учасником чемпіонату світу 1934 року в Італії, здобувши того року титул чемпіона світу.

## Кар'єра тренера
Розпочав тренерську кар'єру відразу ж по завершенні кар'єри гравця, 1939 року, очоливши тренерський штаб свого останнього клубу «Лаціо». Досвід тренерської роботи обмежився цим клубом.
Згодом, у середині 1950-х нетривалий час обіймав посаду технічного директора футбольного клубу «Алессандрія».
| Дата       | Місто     | Господарі      | Результат  | Гості          | Турнір                   | Голи | Примітки       |
| ---------- | --------- | -------------- | ---------- | -------------- | ------------------------ | ---- | -------------- |
| 04/11/1925 | Падуя     | Італія         | 2 – 1      | Югославія      | товариський матч         | -    |                |
| 08/11/1925 | Будапешт  | Угорщина       | 1 – 1      | Італія         | товариський матч         | -    |                |
| 17/04/1927 | Турин     | Італія         | 3 – 1      | Португалія     | товариський матч         | -    |                |
| 03/03/1929 | Болонья   | Італія         | 4 – 2      | Чехословаччина | Кубок Центральної Європи | -    |                |
| 28/04/1929 | Турин     | Італія         | 1 – 2      | Німеччина      | товариський матч         | -    |                |
| 20/03/1932 | Відень    | Австрія        | 2 – 1      | Італія         | Кубок Центральної Європи | -    |                |
| 10/04/1932 | Париж     | Франція        | 1 – 2      | Італія         | товариський матч         | -    |                |
| 08/05/1932 | Будапешт  | Угорщина       | 1 – 1      | Італія         | Кубок Центральної Європи | -    |                |
| 25/03/1934 | Мілан     | Італія         | 4 – 0      | Греція         | Відбір до ЧС 1934        | -    |                |
| 27/05/1934 | Рим       | Італія         | 7 – 1      | США            | ЧС 1934 - 1/8 фіналу     | -    |                |
| 31/05/1934 | Флоренція | Італія         | 1 – 1 д.ч. | Іспанія        | ЧС 1934 - чвертьфінал    | -    |                |
| 01/06/1934 | Флоренція | Італія         | 1 – 0      | Іспанія        | ЧС 1934 - чвертьфінал    | -    |                |
| 03/06/1934 | Мілан     | Італія         | 1 – 0      | Австрія        | ЧС 1934 - півфінал       | -    |                |
| 10/06/1934 | Рим       | Італія         | 2 – 1 д.ч. | Чехословаччина | ЧС 1934 - Фінал          | -    | Чемпіони світу |
| 14/11/1934 | Лондон    | Англія         | 3 – 2      | Італія         | товариський матч         | -    |                |
| 09/12/1934 | Мілан     | Італія         | 4 – 2      | Угорщина       | товариський матч         | -    |                |
| 27/10/1935 | Прага     | Чехословаччина | 2 – 1      | Італія         | Кубок Центральної Європи | -    |                |
| 24/11/1935 | Мілан     | Італія         | 2 – 2      | Угорщина       | Кубок Центральної Європи | -    |                |
| 05/04/1936 | Цюрих     | Швейцарія      | 1 – 2      | Італія         | товариський матч         | -    |                |
| 17/05/1936 | Рим       | Італія         | 2 – 2      | Австрія        | товариський матч         | -    |                |
| 31/05/1936 | Будапешт  | Угорщина       | 1 – 2      | Італія         | товариський матч         | -    |                |
| 25/10/1936 | Мілан     | Італія         | 4 – 2      | Швейцарія      | Кубок Центральної Європи | -    |                |
| 15/11/1936 | Берлін    | Німеччина      | 2 – 2      | Італія         | товариський матч         | -    |                |
| 13/12/1936 | Генуя     | Італія         | 2 – 0      | Чехословаччина | товариський матч         | -    |                |
| Усього     |           | Матчів         | 24         |                | Голів                    | 0    |                |

## Титули і досягнення
- Чемпіон Італії (2):

«Ювентус»: 1925–26
«Амброзіана-Інтер»: 1929–30
- Чемпіон світу (1):

1934